# Alinda (Caria)
Alinda (in greco antico: Ἄλινδα?) era una città e sede vescovile dell'entroterra nell'antica Caria, in Asia Minore (Anatolia). Gli studiosi moderni identificano Alinda con la fondazione ellenistica di Alessandria ad Latmum (Ἀλεξάνδρεια πρὸς τῷ Λάτμῳ) descritta da Stefano di Bisanzio.

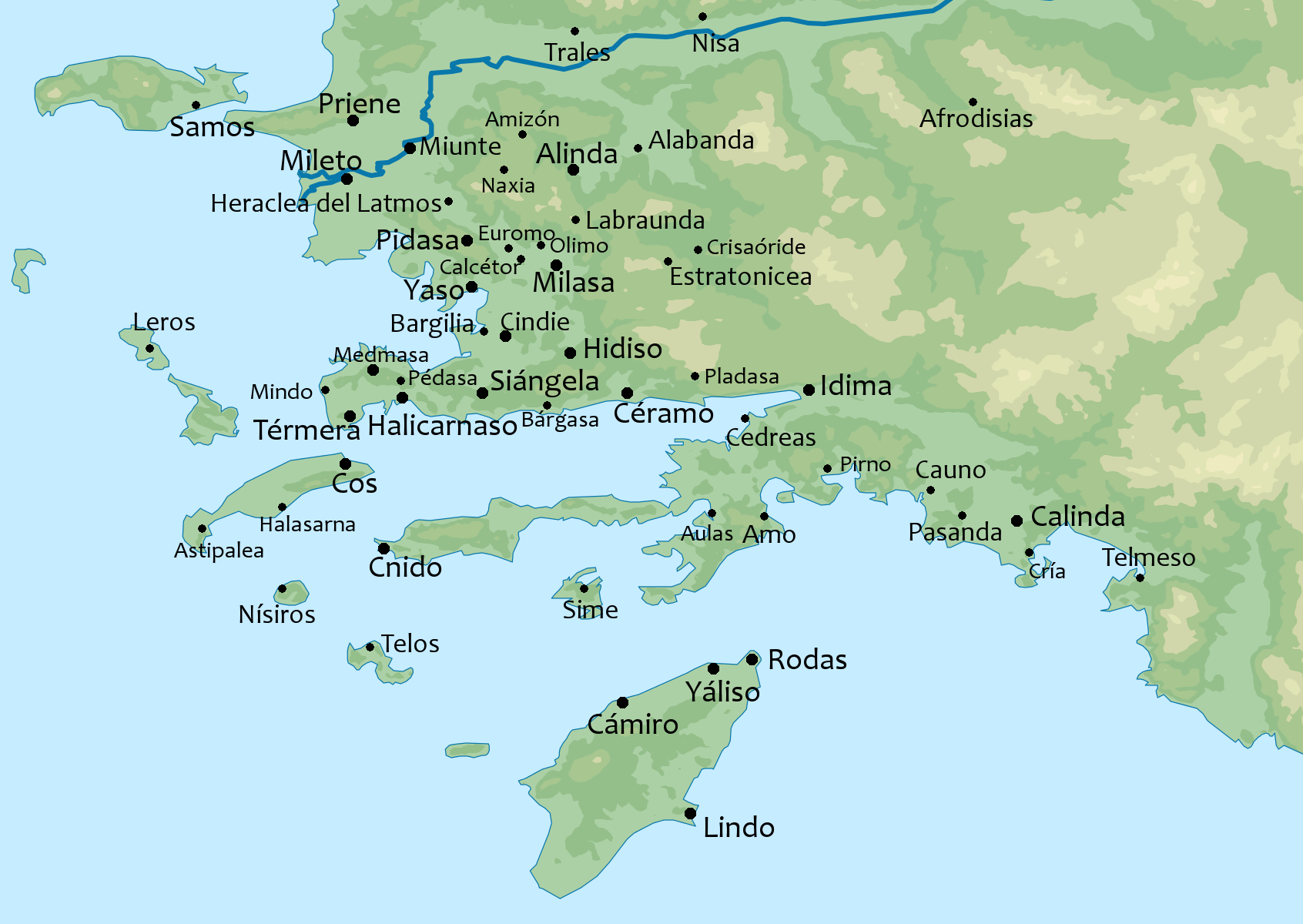
Antiche città della Caria

## Localizzazione e resti
Si trova vicino a Demircideresi, su una collina che domina l'odierna città di Karpuzlu, nella provincia di Aydın, nella Turchia occidentale e si affaccia su una fertile pianura.
Le rovine non restaurate ma molto ben conservate sono molto visitate, soprattutto all'interno del circuito dei tour organizzati (chiamati localmente "safari") con partenza o dal centro turistico internazionale di Bodrum o da Milas e raggiungendo Karpuzlu attraverso una strada di montagna da sud.
Nel 2018, quattro chilometri dell'antica strada in pietra, che collega le antiche città di Alinda e Latmus, sono stati distrutti dagli abitanti del villaggio per far posto ai loro uliveti.

## Storia
Alinda è stata forse una città importante sin dal secondo millennio a.C. ed è stata associata ai Ialanti che compaiono nelle fonti ittite. Era un membro della Lega di Delo.
In questa fortezza è stata tenuta in esilio la regina di Caria Ada. Qui si arrese ad Alessandro Magno qui nel 334 aC. Quando Alessandro conquistò la Caria, concesse ad Ada di essere il governatore dell'intera regione.
La città fu probabilmente ribattezzata "Alessandria dal Latmos" (in greco: Αλεξάνδρεια στη Λάτμο) poco dopo, e fu registrata come tale da Stefano di Bisanzio, sebbene le fonti non siano d'accordo sulla posizione esatta dell'insediamento con quel nome. Il nome precedente di Alinda fu restaurato al più tardi entro l'81 aC. Appare come "Alinda" nella Geographia di Tolomeo (Libro V, cap. 2) del II secolo d.C.
Alinda rimase un'importante città commerciale, coniando le proprie monete dal III secolo aC al III secolo dC Stefano registra che la città aveva un tempio di Apollo contenente una statua di Afrodite di Prassitele.
Alinda ha una necropoli ed è stata parzialmente scavata. Alinda aveva anche un importante sistema idrico che includeva un acquedotto romano, un mercato quasi intatto, un anfiteatro romano di 5000 posti in condizioni relativamente buone e resti di numerosi templi e sarcofagi.